# Piatra Neamț
Piatra Neamț (česky Moldavský Kamenec, německy Kreuzburg an der Bistritz, maďarsky Karácsonkő, turecky Tașkarar) je město v rumunské Moldávii, hlavní město župy Neamț, 280 km severně od Bukurešti. Ve městě žije přibližně 80 tisíc obyvatel a patří tak mezi 25 největších rumunských měst.
Město leží na řece Bistrița, obklopují jej hory s nadmořskou výškou okolo 600 metrů. Historie města je velmi dlouhá; oblast byla osídlena již ve velmi dávných dobách; dochovaly se vykopávky dob neolitu i doby bronzové. Současné město s názvem Piatra lui Crăciun však vzniklo až na konci 14. století. Tehdy zde byla postavena citadela, v 15. století pak vznikla místní katedrála. Piatra Neamț je také průmyslovým centrem. Zastoupen je zde především papírenský a potravinářský. Jihovýchodně od města, u obce Săvinești, se nachází velká průmyslová zóna. V časech socialismu zde byly chemičky. Dnes zde mají své závody zahraniční investoři.
V centru města je pravoslavný chrám svatého Jana Křtitele z let 1497–1498. Byl založen moldavským knížetem Štěpánem III. Velikým jako součást knížecího dvora. Vedle stojící 19 metrů vysoká svatoštěpánská zvonice (turnul lui Ștefan) je symbolem města a dříve sloužila i jako strážní věž nad údolím řeky Bistrița. Severozápadně od města se nachází klášter Bistrița z 15. století.

## Osobnosti
- Victor Brauner (1903–1966), malíř působící v Paříži

## Partnerská města
- Mably, Département Loire
- Riorges, Département Loire
- Roanne, Département Loire
- Villerest, Département Loire
- Lod, Centrální distrikt
- Kirjat Mal'achi, Šefela
- Beinasco, Torino
- Orhei, okres Orhei
- Manilva, Andalusie
- Bergama, İzmir
- Hlyboka, Černovická oblast
- Alpharetta, Georgie